# DDR's historie
Tyske Demokratiske Republik (ty: Deutsche Demokratische Republik (DDR)) var en stat i Centraleuropa.
7. oktober 1949, fire år efter 2. verdenskrigs afslutning, blev DDR grundlagt på den sovjetiske besættelseszones område, der også indbefattede den sovjetiske sektor i Berlin. Det var sket på foranledning af Sovjetunionen, og forud var gået omdannelsen af de vestallieredes såkaldte "trizone" til Vesttyskland. Efter murens fald 1989/1990 besluttede det nyligt demokratisk valgte Volkskammer, at landet skulle indtræde i Forbundsrepublikken. Med Tysklands genforening 3. oktober 1990 ophørte DDR med at eksistere.

## Forhistorie

### Tysklands deling
Da de hovedallierede (USA, Storbritannien og Sovjetunionen) ikke havde en konsensus om en fælles tysklandspolitik, diskuterede man allerede under 2. verdenskrig ved konferencerne i Teheran og på Jalta en deling af Tyskland. Denne diskussion blev konkretiseret efter Tysklands betingelsesløse kapitulation. Ved Potsdamkonferencen i juli og august 1945 besluttede regeringslederne i Storbritannien, USA og Sovjetunionen, på baggrund af forslaget fra Jalta, at dele Tyskland, såvel som Berlin, i fire besættelseszoner. Der skulle være en fælles administration i form af et allieret kontrolråd. Den økonomiske demilitarisering af Tyskland (nedrivning af industrianlæg) skulle gennemføres uafhængigt i hver af de fire zoner.
Efter nogen tid havde den økonomiske udvikling i de vestlige besættelseszoner og den sovjetiske udviklet sig i vidt forskellig retning. Grundet geopolitiske forskelle var det kommet til gradvis større spændinger mellem USA og Sovjetunionen, der i sidste ende førte til den kolde krig. I 1947 havde det ført til en sammenslutning af den amerikanske og britiske zone – den såkaldte bizone - og til at disse tilførtes Marshallhjælp fra USA, hvilket styrkede den vestlige del af Tyskland betydeligt. Samtidig fortsatte Sovjetunionen med at kræve hårde krigsskadeserstatninger og nægtede marshallhjælpen adgang i sin sektor, en hjælp der ville have betydet enden på det økonomiske system, man var i færd med at indføre. Som et modstykke til organerne i bizonen oprettede man i den sovjetiske sektor den tyske industrikommission og forenede heri en centralforvaltning for industri, økonomi, trafik, handel og forsorg, arbejde og socialforsorg, jord- og skovbrug, brændstofindustrien og energi, interzone- og udenrigshandel såvel som statistik.
20. marts 1948 forlod repræsentanterne fra Sovjetunionen kontrolrådet i protest mod de vestallieredes beslutning om at ville oprette en selvstændig vesttysk stat. Valutareformen i de vestlige zoner 20. juni med indførelsen af D-marken bekræftede den af Sovjetunionen frygtede deling af Tyskland. Tre dage senere besluttede de sovjetiske magthavere at gennemføre en egen møntreform med indførelse af Ostmarken. Efter at den vesttyske valutareform også var blevet gennemført i de vestlige sektorer i Berlin, forsøgte de sovjetiske øverstbefalende at bemægtige sig hele Berlin ved at blokere for transport til byen. De vestallierede besluttede at forsyne Berlin via en luftbro. I 11 måneder blev den vestberlinske befolkning forsørget fra luften, inden Sovjetunionen ophævede blokaden 12. maj 1949.

### Sovjetisk Tysklandspolitik
Sovjetunionen udviklede under 2. verdenskrig en egen ide om efterkrigstidens Tyskland: Josef Stalin håbede på et udelt, neutralt og ikke-socialistisk Tyskland, der kunne fungere som bufferzone mod vest. Han forventede at modtage store krigsskadeserstatninger, ikke mindst fra Ruhr-distriktet. Til gengæld skulle der leveres fødevarer fra den sovjetiske zone til de vestlige zoner. Da dette imidlertid aldrig skete, indstillede de vestallierede deres leverancer.
Ovennævnte planer kunne han altså ikke få gennemført. For at holde alle muligheder åbne udskød Stalin sovjetiseringen i den sovjetiske zone og forsøgte at iscenesætte noget, det skulle ligne en åben kommunistisk udvikling i landet.
Efter krigsafslutningen havde Sovjetunionen indsat en sovjetisk militæradministration i Tyskland (SMAD) i sin zone. Den skulle sørge for at opbygge et politisk system på sovjetisk vis samt forvalte skatter. 50.000 medarbejdere gik i gang med at omforme hele det politiske og samfundsmæssige liv. Der blev grundlagt fem delstater, som i oktober 1945 fik overdraget lovgivende bemyndigelse.

### Politisk opbygning
I arbejdet med den politiske opbygning var Ulbricht-gruppen særlig vigtig. Den bestod af Walter Ulbricht og andre, der under 2. verdenskrig var emigreret til Sovjetunionen, og dér var blevet skolede medlemmer af Tysklands Kommunistiske Parti, for efterfølgende at kunne hjælpe Den Røde Hær med den ny opbygning af forvaltningen. De var vendt tilbage lige før afslutningen på krigen og havde opnået en lang række nøglepositioner indenfor lokalforvaltningen, hvor tyske kommunister fik forrang. Fra da af gjaldt Ulbrichts devise: "Det må se demokratisk ud, men vi må have hånd om det hele."
Sovjetunionen havde ved Potsdamkonferencen forpligtet sig til at genetablere et politisk liv på demokratisk grundlag i Tyskland, og den sovjetiske militærkommando genindførte i juni 1945 et, i det mindste formelt, pluralistisk tysk partisystem og godkendte genkomsten af det tyske kommunistparti såvel som socialdemokratiet SPD og nydannelse af CDU og et på papiret liberalt Liberal-Demokratische Partei Deutschlands og senere i 1948 to yderligere partier, National-Demokratische Partei Deutschlands (NDPD) og et bondeparti (Demokratische Bauernpartei Deutschlands (DBD)). Partierne grundlagde en anti-fascistisk blok, der senere udviklede sig til den Nationale Front. Indenfor denne blok ville man i fællesskab organisere afnazificeringen og genopbygningen. Selvom den sovjetiske militærledelse foretrak kommunistpartiet KPD, kunne partiet ikke opnå sit mål om at blive størst i den sovjetiske zone. Faktisk blev partiet mere og mere isoleret af såvel befolkning som de andre partier i løbet af 1945. I både KPD og SPD var der bestræbelser på at danne et fælles arbejderparti, grundet den fælles erfaring fra tiden under nationalsocialismen og modstandskampen. På baggrund af den dalende popularitet, som KPD oplevede i befolkningen, blev SPD tvunget til en fusion med KPD i 1946. Forud var gået en afvisning fra SPD i 1945, og efterfølgende havde den sovjetiske militærledelse, med Stalins billigelse, bestukket og truet de øverste partimedlemmer i SPD til at få en fusion igennem. Tysklands Socialistiske Enhedsparti (SED) var hermed skabt. Ved valget til landsdagene i oktober 1946 lykkedes det alligevel ikke SED at nå det absolutte flertal; de fik 47,5% af stemmerne.
For ikke at blive underløbet af yderligere modstand fra CDU (de østlige) og LDPD bragte SED i 1947/48 et nyt instrument i spil med folkekongresbevægelsen. Ved to møder i 1947 og 1948 besluttede den Tyske Folkekongres at optage nye blokpartier (NDPD og DBD) og masseorganisationer (Kulturbund, Freie Deutscher Gewerkschaftsbund, Freie Deutsche Jugend, Demokratischer Frauenbund Deutschlands) i den antifascistiske blok – de var for størstedelens vedkommende domineret af kommunister.
På den 2. kongres besluttede man sig for at udråbe et Tysk Folkeråd (Deutschen Volksrat), der fik til opgave at udarbejde en for hele Tyskland gældende forfatning for en Tysk Demokratisk Republik. Under ledelse af Wilhelm Pieck (SED), Wilhelm Küelz (LDPD) og Otto Nuschke (CDU) gik man i gang med arbejdet 19. marts 1948. En komite under ledelse af Otto Grotewohl udarbejdede en forfatning frem til 22. oktober – der 19.oktober det efterfølgende år blev afsløret.
I maj 1949 blev der afholdt afstemning om indførelse af enhedslister, d.v.s lister, hvor der på forhånd var optaget et antal partier, der var blevet tildelt et bestemt antal pladser i det organ, som der var valg til. Vælgerne kunne så stemme ja eller nej til den liste, der blev præsenteret. Efter de officielle opgørelser havde 66,1% stemt for indførelse af disse enhedslister. En analyse af stemmeoptællingen har dog vist, at sædvanligvis blev en stor andel af de ugyldige stemmer talt som ja-stemmer. Den 3. folkekongres vedtog ved samme lejlighed forfatningen og godkendte Folkerådet som et permanent organ. Efter at den nydannede Forbundsrepublik 23. maj 1949 havde havde sat sin forfatning i kraft, erklærede folkerådet 7. oktober 1949 sig for et provisorisk folkekammer, satte DDR's forfatning i kraft, og dermed var den Tyske Demokratiske Republik (DDR) grundlagt.

### Økonomisk opbygning
Økonomien i den sovjetiske besættelseszone SBZ blev massivt influeret af den sovjetiske demontage. Omkring 1000 virksomheder blev indtil 1946 demonteret og materiellet flyttet til USSR, heriblandt maskinfabrikker, kemisk og optisk industri samt elektrificeringen af jernbanen. 200 vigtige virksomheder blev i en anden etape overført til Sowjetische Aktiengesellschaft (SAG), og dermed overgik de til sovjetisk ejendom, selvom det gik imod Potsdamtraktaten. Den første nedbrydningsbølge havde omkring 460 Berlinervirksomheder som ofre. Det svarede til omkring 75% af den daværende kapacitet. Sammenligneligt havde det midterste Tyskland antagelig på grund af nedbrydning tabt værdier på:
- 82% af valseværkerne
- 80% af jernproduktioner
- 75% af munketagstensproduktionen
- 45% af cementindustrien
- 45% af papirfremstillingen
- 35% af energiproduktionen
- 30% af skoproduktionen
- 25% af tekstilindustrien
- 25% af sukkerfremstillingen
- 20% af brunkulsudvindingen
- 19% af briketfabrikkerne

Tyskland havde mistet over 50% af sin industrielle kapacitet. Officielt har man vurderet, at krigsskadeserstatningerne til Sovjetunionen har været på 4.3 milliarder dollars. Andre vurderinger ligger på mellem 15 og 18 milliarder dollars. Besættelsesomkostningerne for 1949 har eksempelvis været på 2.2 milliarder mark.
Under parolen "Junkerland in Bauernhand" (da: Junkerjord på bondehænder) gennemførte SMAD og KPD i september 1945 en jordreform. En tredjedel af al opdyrket jord (3,2 mio hektar), heraf 2,5 mio hektar godsejerjord, blev omfordelt. En million hektar blev givet til 532 statsejede bondegårde (VEG). Antallet af private landbrugsbedrifter steg til 855.600 (1950) – det var flere end i 1939. Disse bedrifter var dog næsten væk igen i 1961. Yderligere eksproprierede man al jord og ejendom fra påståede krigsforbrydere, eks-nazister og jordejere med en bedrift på over 100 hektar. SMAD fordelte efterfølgende jorden til såkaldte nybyggere, der mest bestod af jordløse bønder, landarbejdere og flygtninge. De skulle selv dyrke de 5-10 hektar jord, de fik tildelt. Da de fleste ingen redskaber havde, blev man afhængig af den i 1949 grundlagte maskinudlejningsstation (Maschinen-Ausleih-Station, MAS).
Eftersom Stalin ikke ville opgive ideen om et udelt Tyskland, kom den socialistiske omstilling indenfor den østtyske økonomi først i gang i 1952.

## Opbygningsfasen 1949-1961

### Politisk ledelse
I 1949 blev Wilhelm Pieck den første præsident i DDR og Otto Grotewohl den første ministerpræsident. Begge havde siden 1946 været formænd i SED. I 1950 blev deres positioner genbekræftet, mens den egentlige magthaver Walter Ulbricht blev generalsekretær for Centralkomiteen i SED. Efter at Wilhelm Pieck var død i 1960, omdannede man det hidtidige præsidentembede til Statsrådet i DDR, og Ulbricht blev formand for denne.
I 1950 blev etableret den Nationale Front, hvor SED og de enkelte blokpartier fik plads. Partierne i den Nationale Front optrådte på en enhedsliste, der blev præsenteret for vælgerne. Ved valget til Folkekammeret i 1954 var opbakningen til enhedslisten ifølge det officielle resultat 99.3% af stemmerne, i 1954 stemte 99.46% officielt for og i 1958 var 99.7% for enhedslisten.

### Udenrigspolitik
Kort efter DDR's grundlæggelse skrev man under på kontrakter med andre stater i Østblokken: I juli 1950 underskrev man en aftale med Polen om anerkendelse af Oder-Neisse-Grænsen. I september samme år blev DDR medlem af COMECON – en østeuropæisk pendant til Marshallplanen.
Vesttyskland forhindrede diplomatiske forbindelser til andre vestlige stater.[kilde mangler] I den såkaldte Hallstein-doktrin erklærede Forbundsrepublikken, at den ville afbryde forbindelserne til lande, der anerkendte DDR.
I 1952 forsøgte Stalin med den såkaldte Stalin-note at gennemtrumfe en tysk genforening med efterfølgende neutralitet. Vestmagterne anså det for at være en afledningsmanøvre, der skulle hindre Vesttysklands integration i Vestmagterne. Stalins forsøg kuldsejlede, og i stedet accelererede man DDRs integration i den socialistiske blok, hvilket betød en omstilling til planøkonomi.
Efter at Vesttyskland i 1954 var blevet medlem af Vestunionen, blev DDR medlem af Warszawapagten i 1955.
SMAD blev afløst af Sowjetische Kontrolkommission (SKK), der i 1953 blev afløst af en sovjetisk højkommissær. Embedet blev helt afskaffet, da Sovjetunionen havde overdraget al suverænitet til DDR i 1955.
I 1958 truede Nikita Khrusjtjov med en revision af Potsdamtraktaten, da han ville overdrage den sovjetiske del af Berlin til DDR. Dermed begyndte den såkaldte "Berlin-krise".
Ved årsskiftet 1958/59 opstillede Sovjetunionen for første gang langtrækkende atomraketter uden for eget territorium. Den sovjetiske generalstab opstillede permanent seks batterier af typen SS-3 Shyster ved Fürstenberg/Havel samt ved Vogelsang. SS-3 raketterne havde et sprænghoved på 300 kiloton og en rækkevidde på 1.200 kilometer, så de ville kunne nå byer som Bonn, Paris, London og Bruxelles.

### Samfundspolitik
DDR's politik rettede sig også mod dybtgribende ændringer i civilsamfundet. Kvinder blev i stor stil inddraget i opbygningen af socialismen, der blev oprettet forskellige børnepasningsordninger som vuggestuer for 1-3 årige, børnehaver for de 4-6 årige og fritidshjem, der gjaldt indtil 4. klasse i den nyoprettede, polytekniske enhedsskole. Den vigtigste tanke bag var, at børn så tidligt som muligt skulle politisk skoles.

### Økonomisk politik
Den første plan var en toårs-plan, men i 1951 indførte man den første femårs-plan. Dermed begyndte planøkonomien i DDR. I 1950 grundlagde man den statslige plankommissionen, der var ansvarlig for kontrollen og centraliseringen samt de langfristede planer. I 1958 afskaffede man endeligt rationeringskort. I 1959 afblæste man den anden femårs-plan og vedtog en midlertidig syvårs-plan.
Man dannede talrige statsejede bedrifter ved tilbagekøb af ejendom fra Sowjetischen Aktiengesellschaft (SAG).
Landbruget blev i 1950'erne forsøgt præget af SED med devisen "Fra Jeg til Vi". Via dette motto skulle landbefolkningen overbevises om de påståede fordele i det kollektive landbrug og på "frivillig" basis overgå til denne form. Målet var at få oprettet landbrugsproduktionsfællesskaber (LPG). "Mønster-LPG" skulle "lyse som fyrtårne ud over landet" og bære ideen om sovjetisering igennem i alle landsbyer. Da de fleste bønder imidlertid ingen interesse viste for kollektivt arbejde, blev LPG´er skabt af forladte og urentable gårde. I 1952 var der blevet skabt cirka 2000 LPG´er, der økonomisk klarede sig dårligt.
Små og mellemstore bønder blev diskrimineret med repressioner og tvangsauktioner og forfordelt af landbrugskommissionen MAS. Titusindvis af bønder tog som følge heraf til Vesten. Det var blandt grundene til, at holdningen til det ny styre manifesterede sig så voldsomt 17. juni 1953. Herefter blev tempoet på kollektiviseringen sat ned, men på opfordring fra Sovjetunionen igen sat på fuldt blus fra 1958. Bønderne skulle nu overtales via SED´s agitationstropper med trusler til frivilligt at indgå i et produktionsfællesskab; de, der stadig strittede imod, blev fængslet af Stasi.
Parallelt til udviklingen i Vesttyskland begyndte statsligt TV i DDR at sende på forsøgsbasis i slutningen af 1952 og permanent fra 1956. Fra 1960 var propagandaudsendelsen Der Schwarze Kanal med Karl-Eduard von Schnitzler en vigtig bestanddel af sendefladen.

### Fra 1952 til 17. juni 1953
I 1952 erklærede DDR-ledelsen, at dens grundlæggende opgave var den "planmæssige opbygning af socialismen", statsmagten blev styrket, og samfundet drevet i retning af en `sovjetisering´. Ved Forvaltningsreformen i 1952 blev de 5 delstater opdelt i 14 amter og 217 kredse. Derudover blev der sat spørgsmålstegn ved den tilbageværende middelstand: specielt bønder og småhandlende skulle via forhøjede afdrag tvinges til at opgive deres selvstændighed. Også forholdet til kirken blev skærpet.
28. maj 1953 besluttede Centralkomitéen (ZK) i SED sig for at forhøje arbejdsnormen med 10,3%. Politbüro´et i Sovjetunionens kommunistiske parti (KPSU) havde advaret SED mod ikke at anlægge en for fastlåst og hård kurs i opbyggelse af socialismen. 11. juni besluttede man sig for at indføre lempelser på den "Ny Kurs", specielt overfor middelklassen og bønderne, adskillige foranstaltninger, besluttet de forrige måneder, blev trukket tilbage. Normforhøjelsen forblev dog uændret. 16. juni kom det imidlertid til opstande på to byggepladser i Berlin, Blok-40 på Stalinallee og ved byggeriet af det ny sygehus i Berlin-Friedrichshain. De to opstande slog sig sammen til en fælles protest rettet mod regeringssædet; 17. juni havde demonstrationerne bredt sig altomfattende og blev efterfølgende slået ned med sovjetiske troppers blodige hjælp. DDR-ledelsen betegnede efterfølgende opstanden som iscenesat af fascistiske, udenlandske agenter.

### Afstalinisering
Efter Stalins død i 1953 indledte hans efterfølger Nikita Khrusjtjov opgøret med ham med sin "hemmelige tale" på den 20. partikongres i 1956. Det både overraskede og forvirrede DDR-ledelsen: Helt op til lige inden partikongressen var Stalin blevet rost og forsvaret, og man opdagede først sent det politiske skifte. Walter Ulbricht indså, at et forsvar for Stalin var politisk sprængfarligt og tilpassede sin hyldesttale til den ny sovjetiske leder i stedet. Efter partikongressen gik SED således i gang med at formidle den ny erkendelse til sine medlemmer. Ulbricht skrev i Neues Deutschland, den centrale partiavis for SED, at Stalins lære ikke var at regne for en klassiker i marxismen, og det på trods af at han en måned tidligere havde skrevet det diametralt modsatte. Omend DDR-ledelsen på partiets kongres kun ganske perifert berørte spørgsmålet om afstalinisering, var det noget, der rystede de tyske kommunisters verdensbillede. Alligevel må man sige, at afstaliniseringen aldrig blev ført rigtig igennem.[kilde mangler]
I løbet af den nervøst prægede afstalinisering kom det til cirka 25.000 løsladelser af politiske fanger, der blev rehabiliteret.

### Statssikkerhed
I 1950 blev Ministeriet for Statssikkerhed (MfS) oprettet. Det skulle som "partiets skjold og sværd" sikre SED magten. Den første minister for statssikkerhed var Wilhelm Zaisser og Erich Mielke blev den første statssekretær.
Efter protesterne 17. juni blev MfS utilstrækkelighed til at forhindre opstanden i særlig grad belyst. Det blev omdannet til et statsligt sikkerhedssekretariat underlagt indenrigsministeriet. Som konsekvens af opstand og omdannelse blev Wilhelm Zaisser først udelukket fra SED's centralkomité og siden helt udelukket fra SED. Først i 1955 fik MfS igen ministeriumsrang og blev tilknyttet den udenrigspolitiske efterretningstjeneste (HVA).
Igennem 1950'erne gennemførte MfS talrige udrensninger af partimedlemmer, der eksempelvis blev fængslet for at have været emigreret til vestlige lande under nazisternes styre.
På den østtyske side af den indre tyske grænse lavede DDR en 5 kilometer bred `spærrezone´, en 500 meter bred pigtrådssikret `beskyttelseszone´ samt et 10 meter bredt kontrolområde. Upålidelige borgere i spærrezonen blev i 1952 i ''Aktion Ungeziefer'' tvangsflyttet til områder beliggende længere væk.

### Udvandring
Efter at det officielle tal for borgere der havde forladt DDR, i 1956 havde nået 1,72 millioner, afskaffede man den lov, der hidtil havde gjort udstedelse af rejsepas forholdsvis nem. Republikflugt blev hermed officielt kriminaliseret.
Indtil 1960 fortsatte udvandringen med at stige, da mange bønder stadig ville gøre meget for at undgå at blive tvunget ind i en LPG. Alene i september 1960 meldte de vesttyske myndigheder om 20.968 flygtninge fra den sovjetiske sektor (som Vesttyskland stadig omtalte SBZ). Næsten 3 millioner forlod DDR fra dets grundlæggelse og frem til 1961. Da det ofte var de bedst uddannede, der forlod staten, blev det en alvorlig bremse på den økonomiske udvikling, som i forvejen havde det vanskeligt. Det var ikke uventet, at ledelsen i DDR ønskede at foretage sig noget for at stoppe udvandringen. 13. august 1961 vågnede Berlins borgere op til en by, der nu rent fysisk var blevet splittet op i et øst og et vest i form af Berlinmuren eller den antifascistiske beskyttelsesmur. Udvandring ville frem over være med livet som indsats.

### Kirkekamp
SMAD havde indtil 1953 ladet kirken beholde visse privilegier, men fra foråret 1953 begyndte SED-ledelsen en hårdere kurs overfor kirken, da denne havde gjort modstand mod at blive regimets instrument. Den hårdeste kurs blev sat ind over for ungdoms- og studentermenigheder, der oplevede en lang række pålagte reguleringer samt en del fængslinger. I 1955 ændrede man på ny kurs, da arbejderbevægelsen indførte en verdslig konfirmation i et forsøg på at udkonkurrere den kirkelige.

## Stabilisering 1961-1970

### Politisk ledelse
21. september 1964 døde Otto Grotewohl, og hans efterfølger som formand for ministerrådet blev Willi Stoph. 20. februar 1967 vedtog Folkekammeret, at det hidtidige tyske statsborgerskab skulle afløses af DDR-statsborgerskab. I april 1968 stemte 94,5 % af den stemmeberettigede befolkning for en ny forfatning, der definerede DDR som "Den Tyske Nations Socialistiske Stat" og endvidere fastslog SED´s forfatningssikrede, ledende rolle i staten.

### Tysklandspolitik
Efter at SED´s centralkomité havde haft sendt adskillige breve til Socialdemokratiet samt flere fagforeninger i Vesttyskland om en løsning på de interne tyske problemer uden at have modtaget respons, svarede SPD i 1966 endeligt på en sådan henvendelse. SED havde ikke ventet et svar, og man valgte at afvise den dialog, som SPD i sin respons ville indlede.
DDRs politiske ledere ændrede, i forlængelse af ovenstående, indgribende deres Tysklandspolitik efter dannelsen af den store koalition i 1966. De frygtede, at en tilnærmelse ville få den vesttyske popularitet til at stige markant i befolkningen, som man så det med Erfurt-topmødet i 1970. Nu var det DDR, der arbejdede mod at andre socialistiske lande anerkendte Vesttyskland, hvor det tidligere havde været lige modsat.

### Grænsesikring
Efter at muren blev bygget i 1961, blev det pålagt grænsevagterne at bruge våben mod flugtforsøgende mennesker(skudbefaling). I de følgende måneder kom det til flere mindre skudvekslinger mellem grænsevagter fra både Øst- og Vesttyskland, efter at DDRs grænsetropper havde forsøgt at skyde de første flygtninge. DDR minerede endvidere fra 1961 deres del af den indre, tyske grænse.

### Forsvarspolitik
DDR indførte den 24.januar 1962 værnepligt for bedre at kunne skaffe mandskab til deres hær (NVA), som var blevet skabt i 1956 med en stående styrke på 85.000. Efter pres fra kirken indførte DDR i 1964, at militærnægtere kunne aftjene værnepligt i en våbenløs funktion.
Det kom oftere, og specielt i luftkorridoren mod Vestberlin, til sammenstød mellem vestlige og sovjetiske kampfly. I 1962 skabte sovjetiske jagerfly eksempelvis problemer for et fly, hvori den britiske ambassadør sad, og i 1964 blev et amerikansk fly skudt ned over Thüringen.
Imidlertid var der en begrænsning for NVA-troppernes virke, selv om DDR logistisk støttede Warszawapagtens nedkæmpelse af Foråret i Prag i 1968. De andre medlemmer i pagten ønskede ikke en tysk hær på tjekkisk grund. Det kunne give fæle associationer til en ikke alt for fjern fortid.

### Økonomisk politik
En økonomisk krise i 1960'erne og diskussioner herom i Sovjetunionen fik SED til at ændre sin økonomiske politik. Det `Ny Økonomiske System til Ledelse af Folkeøkonomien´ (NÖSPL) blev indført. Det tillod en større selvforvaltning til de statsejede virksomheder (VVB), gav arbejderne en grad af medansvar for at hæve produktionsreserven og komme med initiativer. Systemet skulle gøres mere fleksibelt ved, at den enkelte VEB skulle have større medbestemmelse med materialeindkøb og kreditværdighed i såvel indenrigs- som udenrigshandel. Levestandarden steg noget efterfølgende og øgede derved den folkelige afstand til Vesttyskland.
I 1966 satte man det første atomkraftværk i DDR, Rheinsberg, i kraft.
Grundet en mærkbar mangel på fremmed valuta grundlagde man i 1962 handelsorganisationen Intershop. Her kunne udlændinge med fremmed valuta købe varer, der ellers ikke kunne anskaffes i DDR for østmark. Priserne var klart lavere end for de samme varer i Vesttyskland.
Da manglen på fremmed valuta fortsatte, grundlagde Alexander Schalck-Golodkowski fra 1964 afdelingen "Kommercielle Koordinering" (KoKo). Afdelingen lå under udenrigshandelen og forsøgte at skaffe fremmed valuta på enhver tænkelig, lovlig som ulovlig, facon – hvor man kunne komme udenom de internationale handelsembargoer.

## Stabilitet og krise 1971-1980

### Afslutningen på Ulbricht-æraen
Efter stridigheder med dele af SED´s ledelse om den økonomiske såvel som udenrigspolitikken blev Walter Ulbricht tvunget til at trække sig tilbage fra næsten alle poster af "helbredsmæssige årsager". Dermed endte Ulbricht-æraen, da Erich Honecker 3.maj 1971 blev valgt som hans efterfølger og som SED´s centralkomits ny leder. Skiftet hos ledelsen kom til at betyde en gennemgribende ændring i DDR.
Ulbricht blev efter sin tilbagetræden systematisk skrevet ud af den officielle historieskrivning, og ændringerne, der blev foretaget efterfølgende, blev stærkt betonet. Hans navn dukkede knap nok op længere i offentligheden.
Genforening som politisk mål blev endegyldigt forkastet, alle henvisninger til en sådan blev strøget af forfatningen og institutioner med benævnelserne Tyskland og tysk blev omdøbt til DDR. Eksempelvis blev Deutsche Fernsehfunk omdøbt til Fernsehen der DDR, og bilkendetegn gik fra D til DDR. For at bevare den følelsesmæssige forbindelse til den tyske kultur prædikede Honecker formlen: "Statstilhørselsforhold: DDR, nationalitet: tysk".

### Enheden mellem økonomisk og socialpolitik
Honeckers regeringstid blev kendetegnet af SED´s beslutning om at skabe "enhed mellem økonomisk politik og socialpolitik". Midlet var at gennemtvinge en forhøjet levestandard og købekraft, der skulle få befolkningens tilfredshed til at stige og i sidste ende dermed være med til at sikre en forhøjet arbejdsproduktivitet. Et af nøglepunkterne i planen var at sætte gang i boligbyggeriet, hvor hensigten var, at bolignøden skulle være løst i 1990, med for datiden komfortable nye boliger i de fleste byer. I 1980 skulle der være bygget 700.000-800.000 boliger og i 1990 3 millioner nye boliger. Siden har det vist sig, at tallene var stærkt sminkede, og at det reelle tal er, at der blev bygget 1.92 mio nye boliger. Den afledte nedrivning af gamle bygninger førte til en ødelæggelse og affolkning af bycentrene.
Derudover var et andet af Honeckers politiske hovedmål en anskaffelse af vestlige produktionsanlæg til eksport og luksusvarer. Disse investeringer blev betalt med kreditter i vestlige banker og skulle være tilbagebetalt i slutningen af 1970'erne.
Ændringerne i den økonomiske politik, der medførte en stor gæld til ikke-socialistiske erhvervsområder, var ifølge flere forfattere "begyndelsen på enden for DDR".
I DDR var hovedenergikilden brunkul fra hjemmemarkedet, der kunne bruges til opvarmning af lejligheder og til generatorer. Sovjetisk olie var for dyr en energikilde til sådant forbrug, da den i forædlet form var den vigtigste kilde til fremmed valuta. Afhængigheden af brunkul viste sig dog som en svaghed nytårsdag 1978/79, da temperaturen sank til minus 25 grader. Vinterkulden gjorde, at man ikke kunne gennemføre den daglige brunkulsbrydning. Da man ikke havde opbygget lagre, lå hele industrien stille i næsten 14 dage.

### Kulturpolitik
Den ny ledelse indtog en forholdsvis liberal holdning til kunstnere og intellektuelle, hvilket var et forsøg på at nedbryde kløften mellem befolkning og politisk ledelse. Dette ændrede sig dog med ét, da man i 1976 fratog Wolf Biermann hans statsborgerskab. Det førte til energiske protester og underskriftindsamlinger fra ansete kunstnere og forfattere – for SED en uhyrlig situation. Efterfølgende blev talrige prominente underskrivere sat under pres for at forlade landet og enkelte endda fængslet. I 1979 var diskussionerne eskaleret så kraftigt, at talrige forfattere blev udelukket fra forfatterforbundet.

### Udenrigspolitik
Også under Erich Honecker anså man såvel Sovjetunionens lederrolle som den sovjetiske samfundsmodel for at være DDRs pejlemærke i både udenrigs- og indenrigspolitik. Forholdet mellem Sovjetunionen og DDR forbedrede sig i forlængelse heraf. I 1975 underskrev begge stater en ny venskabs- og bistandstraktat, der bragte DDR i et retsligt mere afhængigt forhold til Sovjetunionen.
Efter at de fire sejrsmagter (Storbritannien, USA, Frankrig og Sovjetunionen) havde underskrevet Berlinoverenskomsten i september 1971, indgik DDR adskillige aftaler med Vesttyskland. I december 1971 underskrev man transitoverenskomsten, der lettede den vesttyske transit til Vestberlin betydeligt. Et år senere fulgte underskrivelsen af Basisoverenskomsten, der anerkendte DDRs suverænitet og grænsedragninger. Efter at Vesttyskland med sin Ostpolitik havde valgt at anerkende DDR, ændrede den udenrigspolitiske situation sig grundlæggende. I december 1972 havde 20 stater allerede etableret diplomatiske forbindelser med DDR. Nu kunne man også indlede diplomatiske forbindelser med USA. Frem til 1978 havde 123 lande anerkendt DDR folkeretligt og den ny og mere åbne udenrigspolitik var på den facon en succes.
I september 1973 indtrådte DDR, i øvrigt samtidig med Vesttyskland, i FN og deltog samme år i konferencen for sikkerhed og samarbejde i Europa, der i slutakten, den såkaldte Hensingfors-erklæring, mundede ud i en forpligtelse til at overholde menneskerettighederne i de enkelte lande. Flere borgere krævede efterfølgende overholdelse af dette, og som konsekvens af manglen derpå søgte de om udrejse til Vesttyskland.

### Statssikkerhed
I 1973 tillod DDR for første gang journalister fra ZDF, ARD og fra aviser og tidsskrifter indrejse. De kunne bevæge sig frit inden for visse grænser, men de blev dog hele tiden overvåget af Stasi. Adskillige reportager og interviews var Stasis iscenesættelser.
I forbindelse med de forbedrede forbindelser blev også frikøb af fanger organiseret i et fast system. I den forbindelse betalte Vesttyskland et bestemt beløb i fremmed valuta eller varer for at frikøbe en politisk fange, der derefter kunne komme til Vesten og blive indsluset i samfundet dér.
I 1971 formindskede eller ophævede DDR spærrezonerne ved den indretyske grænse og byggede i stedet selvudløsende vagtværn langs grænsen.

## Krise og endeligt 1981-1990

### Finanskrise
Fra og med 1981 begyndte det at fremtræde gradvis tydeligere, at den sovjetiske økonomi var i krise. Det menes primært at være et resultat af det internationale våbenkapløb. Man blev tvunget til at forhøje prisen på råolie og neddrosle leverancerne fra 19 millioner ton til 17 millioner ton. Dermed brød en af de vigtigste kilder til fremmed valuta sammen i DDR. I 1982 begyndte DDR at få problemer med kreditværdigheden og renteterminerne i forhold til de lån, man havde optaget i vesttyske banker. I 1983 kom det til forhandlinger med Vesttyskland, med den bayerske ministerpræsident Franz Josef Strauss (CSU) som mægler, der sikrede DDR et lån på over 1 milliard D-mark og dermed, at landet kunne beholde sin stabilitet. Til gengæld pillede DDR de selvudløsende våben ved grænserne ned og lettede rejseforholdene for vesttyskere ind i DDR.
Mod slutningen af 1980'erne blev det økonomiske forfald i DDR gradvis tydeligere. Det havde allerede i lang tid tæret på økonomien, at man ikke havde været i stand til at foretage nyinvesteringer og vedligeholdelse. De høje omkostninger, landet havde på mikroelektronik (her havde de vestlige stater bibeholdt deres handelsindskrænkninger) samt det planlagte boligbyggeri og de omfattende socialudgifter, førte lige før statens endeligt i 1989 til en kritisk, økonomisk situation. Erich Honecker og Günter Mittag afviste de reformforslag, der kom fra plankommissionens chef Gerhard Schürer, og til sidst var den økonomiske krise så alvorlig, at den destabiliserede det politiske regime. DDRs ledelse var på den baggrund tvunget til flere forhandlinger med Vesttyskland, der ensidigt havde fordel heraf.

### Glasnost og perestrojka i Sovjetunionen
I 1985 blev Mikhail Gorbatjov valgt som generalsekretær for det sovjetiske kommunistparti. Som de-facto leder for Sovjetunionen forsøgte han at hindre kommunismens forfald med indførelse af glasnost (åbenhed) og perestrojka (omstrukturering). I 1988 støttede Gorbatjov ophævelsen af Breshnev-doktrinen, der dermed sikrede de østeuropæiske lande mulighed for en uafhængig politik i forhold til Sovjetunionen.
DDR afviste at følge de mere liberale tendenser, der kom fra Moskva. I 1987 undlod partiavisen Neues Deutschland at optrykke Gorbatjovs heftige kritik af sin forgænger i jobbet. Samme år udtalte Kurt Hager, et medlem af SED´s Politbüro, i et fingeret interview til det vesttyske magasin Stern om reformerne i Sovjetunionen således: "Ville De, hvis Deres nabo partout vil nymale lejligheden, føle Dem forpligtet til nødvendigvis også at nymale Deres lejlighed?". Talrige sovjetiske aviser og film blev forbudt i DDR, eksempelvis månedsskriftet "Sputnik", enkelte udgaver af "Neuen Zeit" og fem antistalinistiske film.
I 1988 tog Honecker officielt afstand fra den sovjetiske reformpolitik.

### Udrejsebølgen
I 1984 udvandrede usædvanligt mange DDR-borgere (40.900) og bosatte sig i Vesttyskland. Talrige udrejsevillige søgte ind på de vesttyske ambassader i Østberlin og Prag for at fremskynde deres udrejsepapirer for at kunne vende tilbage og rejse ud senere.
2. maj 1989 begyndte Ungarn at pille grænsehegnet til Østrig ned. Som følge heraf forsøgte hundredvis af DDR-borgere at komme til Vesten ad denne vej. Samtidig søgte mange mod Vesttysklands ambassader i Prag, Warszawa, Budapest og mod Vesttysklands permanente repræsentation i Østberlin for at få deres udrejsepapirer effektueret. I august og september måtte ambassaderne lukkes på grund af overbebyrdethed. Hvilket førte til, at DDR følte sig nødsaget til at lukke grænserne mod Polen og Tjekkoslovakiet for udrejse. 23. august fik flygtningene fra Budapest og 30. september 1989 dem i Warszawa og Prag lov til indrejse i Vesttyskland. I starten af oktober 1989 kørte disse udrejsende på specialtog gennem DDR-område, hvor de officielt blev frataget deres DDR-borgerskab og endeligt sendt til vest. Under gennemfarten af DDR forsøgte andre DDR-borgere at springe om bord på togene ved de ellers stærkt afspærrede banegårde. Ved hovedbanegården i Dresden kom det til voldsomme sammenstød mellem myndigheder og demonstranter.
Ved den paneuropæiske picnic 19. maj 1989 i ungarske Sopron flygtede adskillige DDR-borgere til Østrig. I slutningen af august havde man i Bayern lavet forberedelser til opstilling af store indkvarteringslejre.
I september 1989 lod Ungarn 30.000 udrejseønskende rejse ind i landet uden aftale med DDR.
Fra 3. november 1989 måtte DDR-borgere igen rejse ud af landet via Tjekkoslovakiet, og det førte til en fornyet udrejsebølge.

### Borgerretsbevægelsen
Siden begyndelsen af 1970'erne og væsentligt styrket i slutningen af 1970'erne opstod den første fredsbevægelse i DDR. De afgørende impulser for disse bevægelser var militærnægterne, der oftere blev udsat for regimets diskriminering. Under beskyttelse af kirken organiserede man diskussionskredse, hvor nedrustning og menneskeretskrænkelser blev diskuteret. Den første fredskreds fandt sted i Königswalde og Meissen i 1972/73. En af de mest kendte borgerrettighedsbevægelser "Konkret für den Frieden", startede med deltagelse af 37 fredsgrupper og 130 deltagere i Berlin, og repræsenteredes i 1988 af 250 grupper ud over hele DDR. Disse grupper opnåede gennem årene en betydelig, folkelig opmærksomhed og var en afgørende drivkraft for dannelsen af en bred oppositionel basis i DDR i 1980'erne. I 1980'erne anvendte fredsbavægelsen symbolet Sværd og plovskær, som de hentede fra et bibelcitat i Mikas bog, men som også kunne forbindes med et symbol fra Sovjetunionen. På baggrund af denne sammenstilling kom det i 1982 til voldsomme diskussioner mellem ungdomsgrupper og den evangeliske kirke på den ene side og statsmagten på den anden side.
24.november 1987 stormede Stasi Zionmenighedens miljøbibliotek i Berlin og anholdt dér de medarbejdere, der var i gang med at fremstille tidsskriftet Umweltblättern, der beskæftigede sig med miljøspørgsmål. Det var forventet, at IFM-avisen "Grenzfall" ville indstille sit optryk til kun at gælde indrekirkelige anliggender.
Med baggrund i det pres, som kirkemedlemmer og kirkelige basisgrupper oplevede i midten af 1980'erne, udarbejdede alle kirker og kirkelige fællesskaber sammen et katalog for de nødvendige samfundspolitiske ændringer i DDR.
17.januar 1988 fandt en mindedemonstration til ære for de socialistiske helte Rosa Luxembourg og Karl Liebknecht sted under et af Rosa Luxembourgs berømte citater "Frihed er altid frihed for de anderledes tænkende". For åben skærm blev talrige demonstranter anholdt af det østtyske politi, mens vestlige journalister kunne kigge på, og de følgende dage blev talrige arrestationer gennemført mod oppositionen i DDR. Overalt i DDR blev der gennemført sympatistrejker. Forbuddet mod tidsskriftet "Sputnik" var med til at ophidse stemningen yderligere.
Mens man i Sovjetunionen indførte valg med flere partier til folkekongressen, var der kun mulighed for at stemme på Enhedslisten ved valget i maj 1989. Det officielle resultat blev opgjort til 98,85% af stemmerne til listen. For første gang var det hermed muligt for regimekritikerne at sandsynliggøre, at valgene i DDR var forfalskede. Efterfølgende kom det på ny til talrige demonstrationer, der blev opløst af Volkspolizei og Stasi. Gorbatjov afviste at sende sovjetiske tropper ind for at nedkæmpe en eventuel opstand. Honecker reagerede på demonstrationerne med ordsproget, at "socialismen i sit lange løb hverken vil have okser eller æsler med". Det var tiltagende klart, at partiledelsen var ude af stand til at se realiteten i de problemer, DDR stod overfor, og derfor ikke var i stand til at reagere.

### "Die Wende"
Fra 4. september 1989 fandt der i forlængelse af fredsbønnen mandagsdemonstrationer sted i Leipzig. I forbindelse med festlighederne ved DDRs 40.årsjubilæum 7. oktober 1989 kom det til landsdækkende protester. Kampråbet "Wir Sind das Volk" (Vi er folket!) lød fra over 70.000 deltagere ved mandagsdemonstrationen 9. oktober i Leipzig. 18. oktober 1989 trådte Erich Honecker tilbage fra alle sine embeder og overlod dem til sin efterfølger Egon Krenz. På Alexanderplatz i Berlin foregik 4. november den største demonstration i DDRs levetid med over 1 million deltagere. Demonstrationen blev direkte tv-transmitteret.
I efteråret 1989 blev der grundlagt en hel vifte af nye oppositionsbevægelser, der stimulerede den offentlige diskussion med krav om reform af samfundet, den mest kendte gruppe var Neue Forum.
7. november 1989 trådte regeringen og politbureauet tilbage. Om aftenen 9. november 1989 læste Günter Schabowski for åben skærm meddelelsen om, at alle privatrejser omgående kunne gennemføres uden rejsepas og heller ikke forudsatte besøg hos slægtninge eller andre grunde. Der kunne nu foretages udrejse ved alle grænseovergange mod vest. Tusinder ilede mod grænsen. De overraskede grænsevagter åbnede overgangene ved Berlinmuren. De følgende dage besøgte millioner af DDR-borgere de byer, der lå tæt på grænsen og Vestberlin. Det kom til overstrømmende følelsesudladninger, hvor vildfremmede mennesker omfavnede hinanden i overstrømmende jubel.
I begyndelsen af december 1989 blev SEDs ledende rolle i DDR streget af forfatningen og tidligere ledende partimedlemmers situation undersøgt, heriblandt Erich Honeckers. Manfred Gerlach fulgte efter som Statsrådets formand. 7. december kom det til de første rundbordsforhandlinger med tidligere oppositionsgrupper. Derved kunne ikke valgte DDR-borgere i borgerretsbevægelserne tage del i den politiske udvikling i DDR. To dage senere blev Gregor Gysi formand for SED, der fra foråret 1990 hed PDS.

### Genforeningen
Efter murens fald, specielt fra januar 1990, ændrede målsætningen for de mange mandagsdemonstrationer sig gradvist. Efter at demonstrationerne i begyndelsen havde rettet sig mod den gamle ledelse i DDR og for afgivelse af suverænitet til folket under mottoet "Wir sind das Volk" (Vi er folket), gik ønsket og målet med demonstrationerne mere og mere i retning af ønsket om en genforening, nu under mottoet "Wir sind ein Volk" (Vi er et folk). 15.januar 1990 stormede demonstranter Stasis hovedkvarter i Østberlin. I februar 1990 indledte Hans Modrow, Helmut Kohl og Mikhail Gorbatjov samtaler om en eventuel tysk samling. 18. marts 1990 blev det første frie Folkekammer valgt i DDR. Vinder af valget blev "Allianz für Deutschland". Lothar de Maizière blev 12. april ny ministerpræsident i DDR, efter at Sabine Bergmann-Pohl den 5. april 1990 var blevet den sidste folkekammerpræsident (Folkekammeret havde straks nedlagt Statsrådet), blev Maizière det sidste statsoverhoved i DDR. 1. juli 1990 trådte unionen for valuta, økonomi og socialpolitik mellem DDR og Vesttyskland i kraft. I midten af juli gik det af staten nedsatte holdingselskab, Treuhandanstalt, der skulle forestå privatiseringen af de statsejede bedrifter og virksomheder, i virksomhed. 31. august 1990 underskrev repræsentanter fra begge regeringer genforeningstraktaten, der blev ratificeret 20. september. Endelig stemte de fire sejrsmagter den 12. september i de såkaldte to-plus-fire-forhandlinger om genforeningen. 3. oktober 1990 blev de to Tysklande genforenet.